# Нью-Ривер (приток Кановы)
Нью-Ривер (англ. New River, в переводе «новая река») — река в США, приток Кановы, длина 515 км. Нью-Ривер включена в англ. American Heritage Rivers. Первые упоминания об этой реке относятся к 1671 году, когда её обнаружила экспедиция добытчиков пушнины, отправленная Абрахамом Вудом: именно поэтому река носила названия Вуд-Ривер и Вудс-Ривер. В 2005 году была отчеканена памятная 25-центовая монета с изображением моста Нью-Ривер-Гордж, пересекающего Нью-Ривер. Средний расход воды — 247 м³/с.
Высота истока — 776 м над уровнем моря. Уклон реки — 1,12 м/км.

## География и геология
Нью-Ривер протекает по территории трёх штатов: Северная Каролина (42,6 км.), Виргиния и Западная Виргиния, причём на территории последнего она находится в национальном парке Нью-Ривер-Гордж-Нашенал-Ривер. Своё название «Новая» река получила в связи с тем, что была открыта довольно поздно, когда регион был уже почти полностью исследован. Нью-Ривер является единственной не-приливной рекой из тех, что пересекают Аппалачи. Реку преграждают несколько ГЭС, самая крупная из которых — Клейтор, образующая одноимённое водохранилище. Нью-Ривер пересекают несколько мостов, самый известный из которых — Нью-Ривер-Гордж.
Основные притоки: Блустон (через одноимённое водохранилище), Ист-Ривер (левые); Литл-Ривер, Индиан-Крик, Гринбрайер (правые). В конце своего пути Нью-Ривер сливается с рекой Голи, образуя реку Канова.
Несмотря на название, Нью-Ривер занимает третью (или даже вторую) строчку в списке самых древних рек мира: её возраст оценивается примерно в 300 миллионов лет, что делает её самой древней рекой Северной Америки. Общее направление течения реки с юга на север, что не совпадает с топографией и геологической структурой Аппалачей, расположенных в основном по линии юго-запад — северо-восток, а также с направлением течения большинства крупных рек Виргинии и Северной Каролины: с запада на восток. Всё это скорее всего означает, что Нью-Ривер появилась раньше Аппалачей.

### Протекает через
От истока к устью:
Рельеф
- Голубой хребет
- Большая Долина
- Регион «Хребты и долины» (англ. Ridge-and-Valley Appalachians)
- англ. Allegheny Front
- Аппалачское плато

Природоохранные территории
- Национальный лес Писго[англ.]
- Парк штата «Нью-Ривер»[англ.]
- Парк штата «Нью-Ривер-Трейл»[англ.]
- Парк штата «Клейтор-Лейк»[англ.]
- Национальные леса Джорджа Вашингтона и Джефферсона[англ.]
- Аппалачская тропа
- англ. Bluestone Wildlife Management Area
- Парк штата «Блюстоун»
- Национальный парк «Нью-Ривер-Гордж-Нейшенл-Ривер»[англ.]
- Парк штата «Бэбкок»
- Парк штата «Соколиное гнездо»[англ.]

Населённые пункты
- Гейлакс
- Глен-Лин[англ.][6]
- Редфорд
- Нарроус
- Фейетвилл
- Тармонд[7]
- Голи-Бридж

## Фауна
В Нью-Ривер водится множество видов съедобных рыб, чаще всего встречаются окунь, форель, светлопёрый судак, щука-маскинонг, Pomoxis, синежаберный солнечник, карп. В бассейне Кановы (в Нью-Ривер в частности) обнаружены несколько рыб-эндемиков, например Etheostoma osburni, Etheostoma kanawhae, Phenacobius teretulus, Notropis scabriceps.

## Галерея

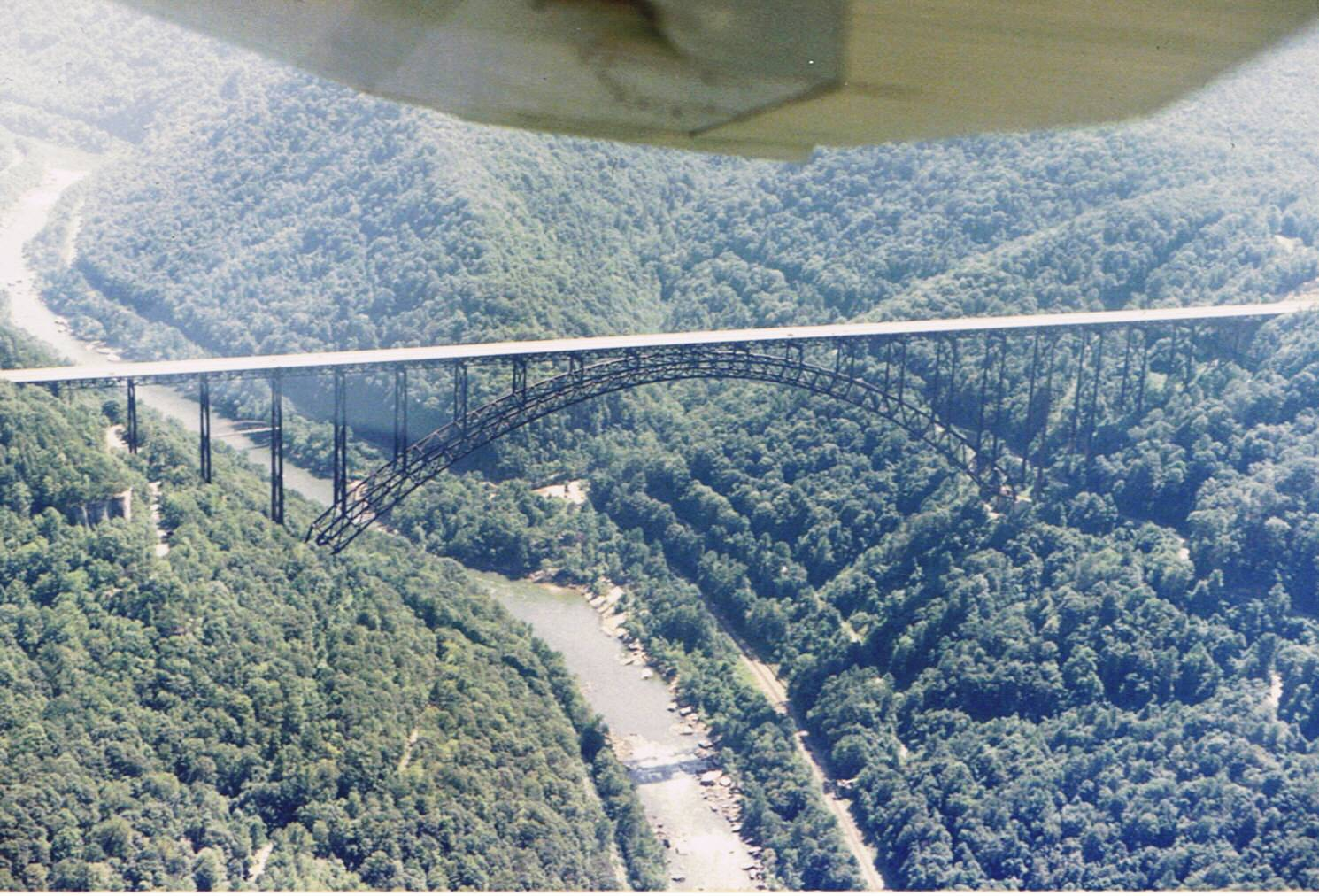
Вид на реку и мост Нью-Ривер-Гордж с воздуха
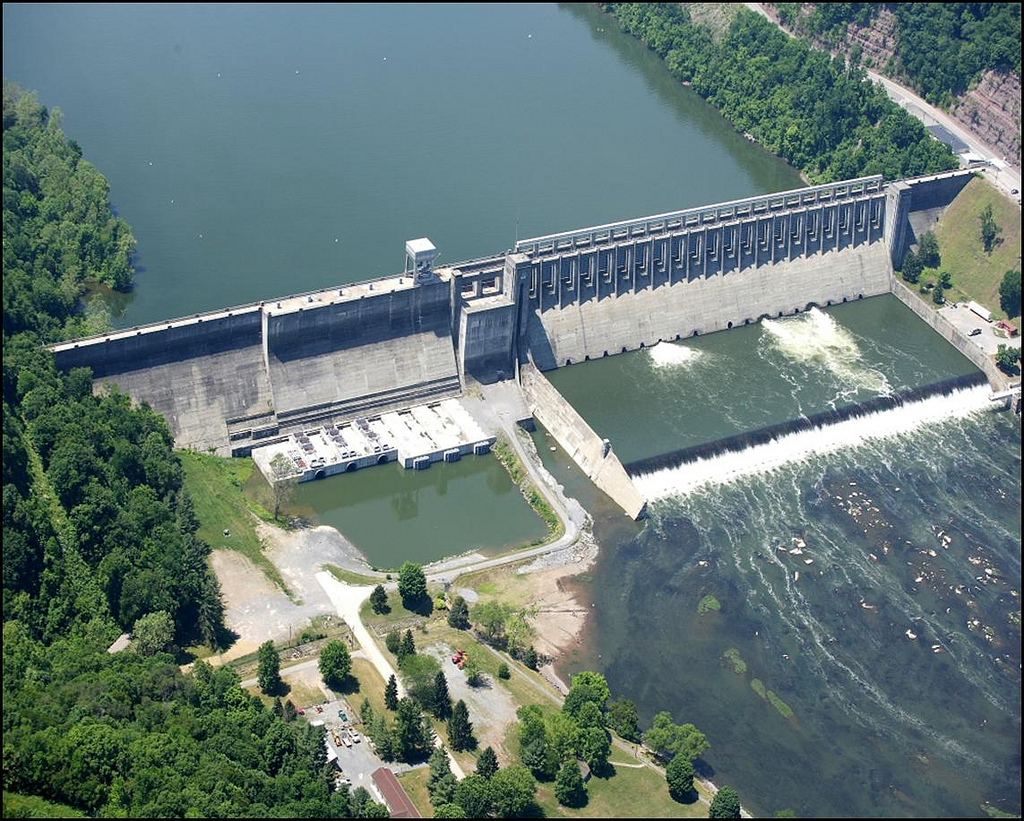
Плотина Клейтор[англ.], образующая одноимённое водохранилище[англ.]
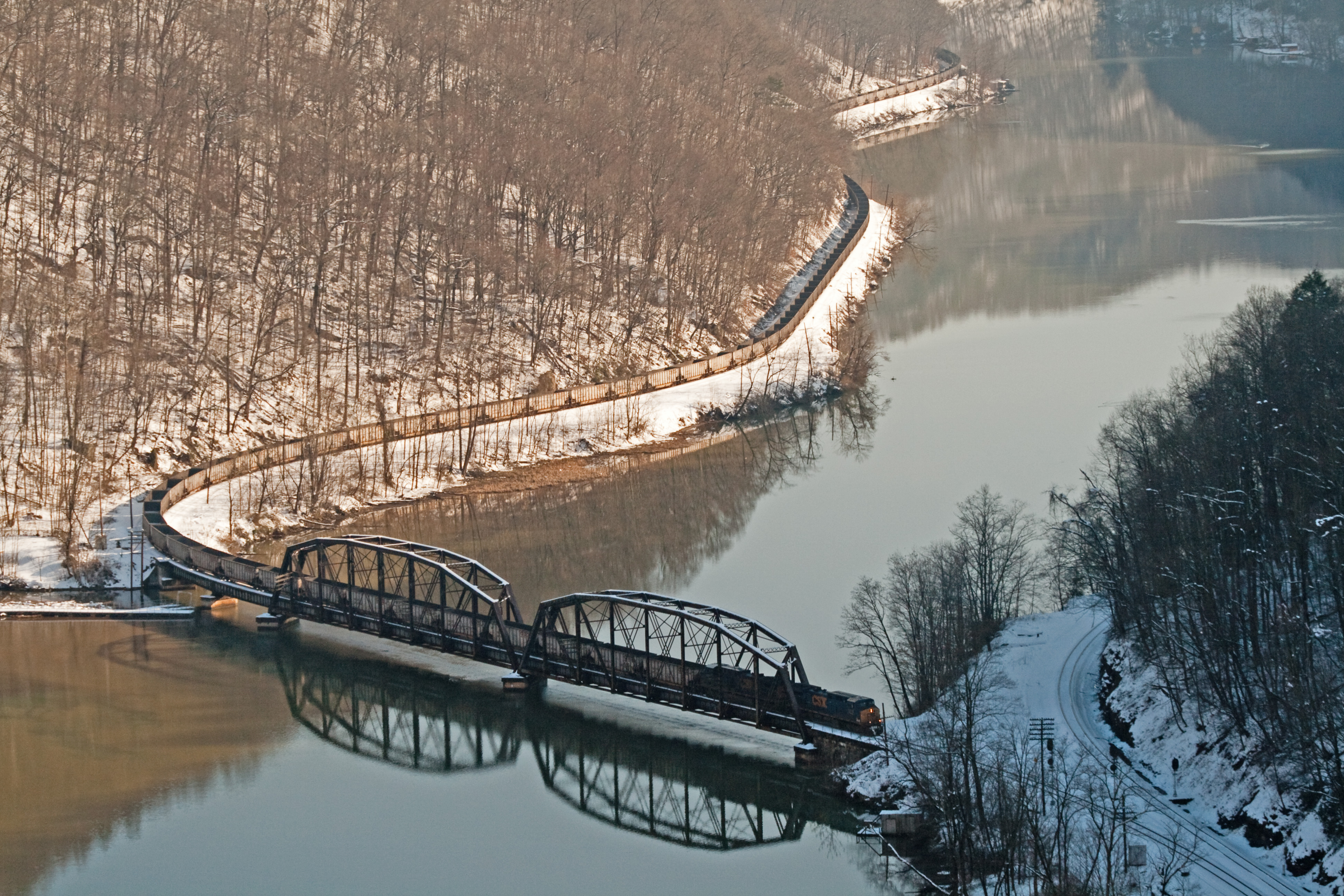
Вдоль реки действуют множество угольных шахт[9], продукцию которых перевозят составы в несколько сотен вагонов
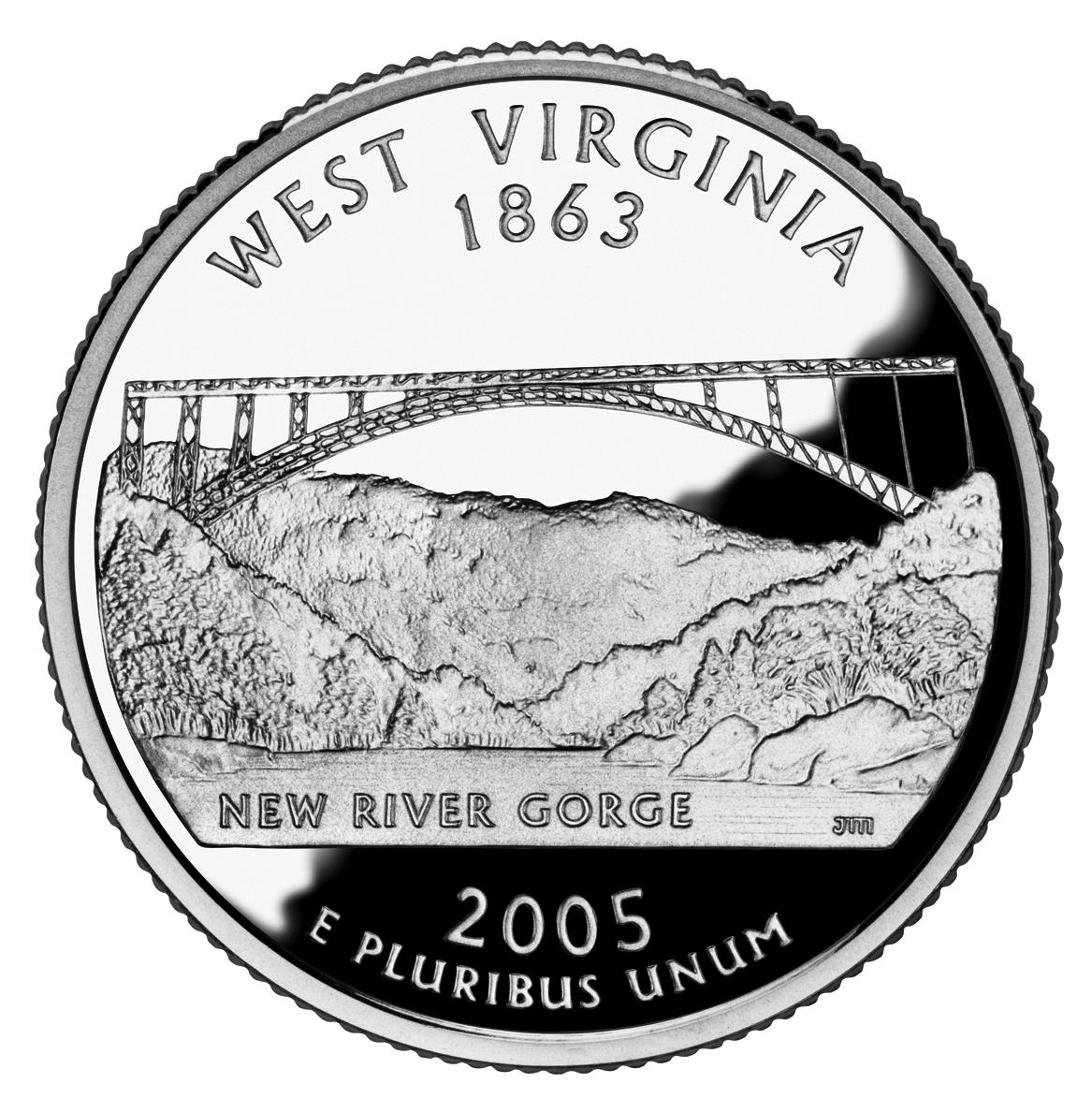
25 центов 2005 года